# Meldergruppe
Meldergruppe ist bei Gefahrenmeldeanlagen die Zusammenfassung von Meldern innerhalb eines Meldebereiches. 

## Brandmeldeanlage
Bei Brandmeldeanlagen nach DIN 14675 dürfen in einer Meldergruppe (einer Primärleitung) maximal 32 automatische Brandmelder zusammengefasst werden. Nichtautomatische Melder (Handfeuermelder) müssen in eigenen Meldergruppen zusammengefasst werden und sollen nicht mehr als 10 Melder umfassen. In den technischen Anschlussbedingungen für Brandmeldeanlagen sind die Vorgaben für die Montage und Instandhaltung festgelegt.

## Einbruchmeldeanlage
Bei Einbruchmeldeanlagen sind für automatische Melder, z. B. Bewegungsmelder oder Glasbruchmelder, sowie für nichtautomatische Melder, z. B. Handmelder oder Geldscheinkontakte, eigene Meldergruppen zu installieren.